# Joe Moretti
Joseph Edward „Joe“ Moretti (10. května 1938 Glasgow, Skotsko – 9. února 2012 Johannesburg, Jižní Afrika) byl skotský kytarista. Hrál například ve skladbách „Brand New Cadillac“ Vince Taylora nebo „Shakin' All Over“ skupiny Johnny Kidd & The Pirates. Dále spolupracoval například s Gene Vincentem, Vincem Eagerem, Lesley Duncan nebo skupinou Nero and the Gladiators.